# NGC 2440
NGC 2440 è una nebulosa planetaria visibile nella costellazione della Poppa.
La nebulosa fu scoperta nel 1790 da William Herschel; si individua con facilità, poiché si trova circa 4 gradi a sud dell'ammasso aperto M47. Nonostante le sue piccole dimensioni, può essere scorta anche con un piccolo telescopio. La stella centrale della nebulosa, la nana bianca, ha magnitudine 14,3.
Caratteristica peculiare della stella al centro di questa nebulosa è l'elevatissima temperatura superficiale di 200.000 kelvin.

### Libri
- (EN) Stephen James O'Meara, Deep Sky Companions: Hidden Treasures, Cambridge University Press, 2007, ISBN 0-521-83704-9.

### Carte celesti
- Tirion, Rappaport, Lovi, Uranometria 2000.0 - Volume II - The Southern Hemisphere to +6°, Richmond, Virginia, USA, Willmann-Bell, inc., 1987, ISBN 0-943396-15-8.
- Tirion, Sinnott, Sky Atlas 2000.0 - Second Edition, Cambridge, USA, Cambridge University Press, 1998, ISBN 0-933346-90-5.
- Tirion, The Cambridge Star Atlas 2000.0, 3ª ed., Cambridge, USA, Cambridge University Press, 2001, ISBN 0-521-80084-6.